# 141-я танковая бригада
141-я танковая бригада — воинское подразделение Вооружённых Сил СССР в Великой Отечественной войне.
Сформирована 1 сентября 1941 года в Ржеве на базе 110-й танковой дивизии.

## Участие в боевых действиях
В действующей армии с сентября 1941 по октябрь 1941 года.
Во время Рославльско-Новозыбковской операции в начале сентября 1941 года бригада участвовала в наступлении на Стародубском направлении в 20 км западнее Трубчевска в составе подвижной группы генерала А.Н. Ермакова, затем в течение сентября 1941 года участвовала в местных контрнаступлениях на Шостку, Ямполь. 31 августа в восемнадцати километрах западнее Трубчевска развернулось, одно из первых, массовое встречное танковое сражение, длившееся до 8 сентября. Советские 141-я танковая бригада и 108-я танковая дивизия (около 200 танков) вступили в бой с превосходящими силами 47-го корпуса 2-й танковой армии Гудериана (более 300 танков). Танки 141-й бригады шли в бой прямо с железнодорожных эшелонов, не успевая развернуться. Это дало возможность восстановить положение войск 13-й Армии, пополниться ей и вместе с 3-й армией вновь вступить в бой. До середины сентября враг был здесь остановлен и вместе с 13-й и 3-й армиями отброшен до реки Судость на расстояние более 40 км. Освобождено 16 населённых пунктов. Тогда, в августе-сентябре 1941 года это было очень важно. И уже к середине сентября 1941 года противнику было практически нечем воевать в этих местах. Каждые четыре из пяти танков Гудериана были подбиты. И если города Брянщины он брал за 1-2 дня, то оборона Трубчевска, включая "трубчевский котёл", продлится два месяца.

В своём "Военном дневнике" Франц Гальдер 14 сентября 1941 года записал: "Положение с танками во 2-й танковой группе: 3-я тд - боеспособные танки - 20 процентов, требуют ремонта и безвозвратные потери - 80 процентов; 4-я тд - боеспособные танки - 20 процентов, требуют ремонта и безвозвратные потери - 71 процент; 17-я тд - боеспособные танки - 29 процентов, требуют ремонта и безвозвратные потери - 79 процентов; 18-я тд - боеспособные танки - 31 процент, требуют ремонта и безвозвратные потери - 69 процентов".

Таким образом, во 2-й танковой группе боеспособных танков оставалось 25 процентов. 

Генерал-полковник Гейнц Вильгельм Гудериан напишет в книге воспоминаний о боях между Почепом и Трубчевском: "...Здесь мы впервые столкнулись с фанатичным сопротивлением русских".

Подведя краткий итог боевой деятельности войск Брянского фронта, - вспоминал в своей книге «На западном направлении» маршал Советского Союза А.И.Еременко, - "за период с 14 августа по 30 сентября 1941 года следует сказать, что контрудары и контратаки войск фронта, особенно контрудар в районе Трубчевска, позволили нашим войскам выиграть ценное время для подготовки сил и средств к новым решающим схваткам на Московском стратегическом направлении".

Погибла во время Орловско-Брянской операции (30 сентября — 23 октября 1941) и в декабре 1941 года остатки бригады направлены на доукомплектование 121-й танковой бригады

## Полное название
141-я танковая бригада

## Подчинение
- Брянский фронт, 3-я армия.
- Резервный фронт, 31-я армия - с 30 июля 1941 года.

## Состав
- Управление бригады
- Рота управления
- Разведывательная рота
- 141-й танковый полк: командир полковник Юдин, Павел Алексеевич 30 сентября 1941 года тяжело ранен и эвакуирован в госпиталь[1].
- Моторизованный стрелковый батальон
- Противотанковый дивизион
- Зенитный дивизион
- Автотранспортная рота
- Ремонтная рота
- Санитарный взвод

## Командиры
- Чернов, Пётр Георгиевич, полковник

## Воины бригады
- Адильбеков, Галий Адильбекович, командир 1-го батальона (тяжёлых и средних танков) бригады,  с 21 ноября – 14 декабря 1941 г. командир 121-го танкового полка 121-й бригады, с 27 марта 1942 года заместитель командира 121-й бригады, впоследствии: осенью 1942-го командир 47-й отдельной танковой бригады, командир 47-го отдельного гвардейского танкового полка прорыва. Погиб на Букринском плацдарме при освобождении Киева 21-го октября 1943 г. Награждён: орденом Красного Знамени за бои под Трубчевском и Витебском, участие в контрнаступлении в сентябре 1941 г. (13.02.1942 ), орденом Красного Знамени (1943 г. посмертно), медалью «За оборону Сталинграда» (1943).
- Духовный, Ефим Евсеевич, командир 3-го батальона (лёгких танков) бригады
- Бутырин, Иван Ульянович, командир танка БТ-7, погиб 05.07.43 г., Герой Советского Союза (посмертно),

## Внешние ссылки
- Справочник
- История 141-й танковой бригады
- Справочник на сайте клуба "Память" Воронежского госуниверситета
- 141-я танковая бригада на сайте Танковый фронт
- Форум поисковиков "БРЯНСКИЙ ФРОНТ", 141-я отдельная танковая бригада